# Mount Duvall
Mount Duvall är ett berg i Antarktis. Det ligger i Östantarktis. Nya Zeeland gör anspråk på området. Toppen på Mount Duvall är 1 785 meter över havet.
Terrängen runt Mount Duvall är kuperad söderut, men norrut är den bergig. Trakten är obefolkad. Det finns inga samhällen i närheten.